# Balleroy
Balleroy är en kommun i departementet Calvados i regionen Normandie i norra Frankrike. Kommunen ligger i kantonen Balleroy som ligger i arrondissementet Bayeux. År 2018 hade Balleroy 968 invånare.

## Befolkningsutveckling
Antalet invånare i kommunen Balleroy
Referens: INSEE